# Snehaseema
Snehaseema (en malabar: സ്നേഹസീമ) es una película en malabar de la India de 1954, dirigida por S. S. Rajan y escrita por Ponkunnam Varkey basada en su propia novela del mismo nombre, que es un recuento de Enoch Arden de L. A. Tennyson en el contexto de cultura de Kerala. Los papeles principales fueron interpretados por Sathyan, Padmini, G. K. Pillai, Muthukulam Raghavan Pillai, S. P. Pillai, P. J. Cheriyan, Baby Lalitha y Kottarakkara Sreedharan Nair. Recibió un certificado de mérito en los I Premios Nacionales de Cine.
Esta película fue doblada al tamil, con el título Punniyavathi y estrenada en 1956. Letras escritas por Surabhi. No hay más detalles disponibles. Sin embargo, algunas canciones de la versión tamil están disponibles en YouTube.

## Argumento
Johnny creció, creció y se hizo grande bajo el cuidado de un sacerdote. Rich Baby y Omana, la hija del director de la escuela Poopally Thomas, y Johnny son amigos de la infancia. A medida que crecieron, Baby se convirtió en médico y Johnny en maestro en la escuela de Thomas. Bebé nació con el deseo de casarse con la hermosa Omana. Y fue bueno para Thomas. Pero el corazón de Omana fluyó hacia el granero del pobre Johnny. A pesar de las objeciones de Thomas, Omana se casó con Johnny con la bendición del sacerdote.
La voz y el movimiento de Johnny, que Johnny quería que se hiciera justicia, le parecieron ofensivos a Thomas. Poco después, Johnny renunció a la escuela. Mientras tanto, Omana se había convertido en madre de un niño amado. Johnny, que luchaba por mantener a su familia, se unió a la Fuerza Aérea. Poco a poco se convirtió en oficial piloto. Los recuerdos de Johnny en la lucha se copiaron en la sonrisa de su amado bebé y recibió una carta informándole a Johnny Lee que la próxima Navidad llegaría. Mientras la gente de todo el país cantaba himnos cristianos, Omana, que esperaba escuchar los pasos de Johnny, recibió un mensaje de Johnny, que había muerto en un accidente aéreo.
Desesperada, Omana abraza a su bebé y el padre, Thomas, muere, tal como recuerda Johnny. Omana se casó con el Dr. Baby de acuerdo con los últimos deseos de su padre y respetando el consejo favorable del sacerdote. Para entonces, Johnny de alguna manera había escapado de las manos de la muerte y había regresado a casa. Johnny, sin darse cuenta de los hechos del incidente, se prepara para suicidarse porque no puede soportar el dolor de corazón. El bebé trata a Johnny. Identifica a Johnny al aplicar la inyección. Johnny muere de confusión emocional. Omana también murió de un infarto. La historia termina con dos ataúdes en movimiento.

## Reparto
- Sathyan[2]
- Padmini[2]
- Kottarakkara Sreedharan Nair[2]
- G. K. Pillai[2]
- Muthukulam Raghavan Pillai[2]
- S. P. Pillai[2]
- Ramankutty Menon[2]
- P. J. Cheriyan[2]
- Baby Lalitha[2]

## Banda sonora
Estas canciones están anotadas por V. Dakshinamoorthy.
| N.º | Título                              | Letras                | Cantante(s)            | Duración |  |
| 1.  | «Adhwaanikkunnavarkkum»             | Abhayadev             | P. Leela, Saroja       |          |  |
| 2.  | «Anayaathe Nilppu»                  | Abhayadev             | P. Leela               |          |  |
| 3.  | «Innu Varum En Naayakan»            | Abhayadev             | P. Leela               |          |  |
| 4.  | «Jagadeeshwara Leelakal»            | Abhayadev             | A. M. Raja             |          |  |
| 5.  | «Kanivolum Kamaneeyahridayam»       | Abhayadev             | P. Leela               |          |  |
| 6.  | «Kannum Poottiyuranguka»            | Abhayadev             | A. M. Raja, P. Leela   |          |  |
| 7.  | «Kannum Poottiyuranguka»            | Abhayadev             | P. Leela               |          |  |
| 8.  | «Kochilam Kaattathu»                | Abhayadev             | Saroja                 |          |  |
| 9.  | «Maanam Thelinju Mazhakkaru Maanju» | Abhayadev             | P. Leela               |          |  |
| 10. | «Mahalthyaagame»                    | Abhayadev             | A. M. Raja             |          |  |
| 11. | «Mazhayellaam Poyallo»              | Abhayadev             | Saroja, Amritheswari   |          |  |
| 12. | «Poyvaroo Nee Poyvaroo»             | Abhayadev             | P. Leela               |          |  |
| 13. | «Vannu Vannu Christmas»             | Abhayadev             | A. M. Raja, M. Sathyam |          |  |
| 14. | «Koottukaar Ninne Vilippathenthe»   | V. Anandakkuttan Nair | Saroja                 |          |  |